# Jason Matthews (boxe anglaise)
Pour les articles homonymes, voir Matthews et Jason Matthews.
Jason Matthews est un boxeur anglais né le 28 juillet 1970 à Londres.

## Carrière
Passé professionnel en 1995, il devient champion du monde des poids moyens WBO par intérim le 17 juillet 1999 en mettant KO au 2e round Ryan Rhodes. Après la destitution de Bert Schenk, Matthews devient champion à part entière mais cède sa ceinture dès le combat suivant face à Armand Krajnc le 27 novembre 1999. Il met alors un terme à sa carrière sur un bilan de 21 victoires et 2 défaites.